# Saint-Liboire
Saint-Liboire är en kommun och tätort (centre de population) i provinsen Québec i Kanada. Den ligger i regionen Montérégie, i den sydöstra delen av landet, 230 km öster om huvudstaden Ottawa. Kommunen bildades 1994 genom sammanslagning av bykommunen och socknen med samma namn.